# 林文濬

鹽水武廟林文濬捐銀樑籤

林文濬（1757年8月15日—1826年3月31日），又名品、元品字金伯，號淵巖，乾隆廿二年七月初一辰時出生，道光六年二月廿三日辰時逝世，是鹿港日茂行創辦人林振嵩的三子。
他曾協助清朝政府處理林爽文事件，又曾捐資贊助地方上的公共建設，如鹽水武廟、府城彌陀寺、鹿港天后宮（新祖宮）、彰化縣城等等。

## 鹽水武廟整修
林文濬曾在嘉慶八年（1803年）捐銀4100元以整修臺南鹽水武廟，但其動機不明。一說是嘉慶四年（1799年）他因案被召到臺灣府城時，路經鹽水武廟而向神明祈求保佑他平安無事，事後案消無事，遂派人送了銀4100元進行整修。另一說是林文濬經商時，因故被帳目弄得一團亂，理不出頭緒。後來有位書生造訪，幫他整理了帳目，告別時此書生只說他姓關，住在鹽水。事後林文濬欲上門答謝，卻找不到人，偶然進了武廟才發現那位書生就是廟裡的關聖帝君，遂捐款修廟。
今鹽水武廟留有一塊三公尺長的木匾記錄此事，上面寫著：「大清嘉慶捌年歲次癸亥桐月誥授奉政大夫林文濬自捐銀肆仟壹佰元修建」。